# Metrosideros tremuloides
Metrosideros tremuloides är en myrtenväxtart som först beskrevs av Amos Arthur Heller, och fick sitt nu gällande namn av Joseph Rock. Metrosideros tremuloides ingår i släktet Metrosideros och familjen myrtenväxter. Inga underarter finns listade i Catalogue of Life.

## Bildgalleri

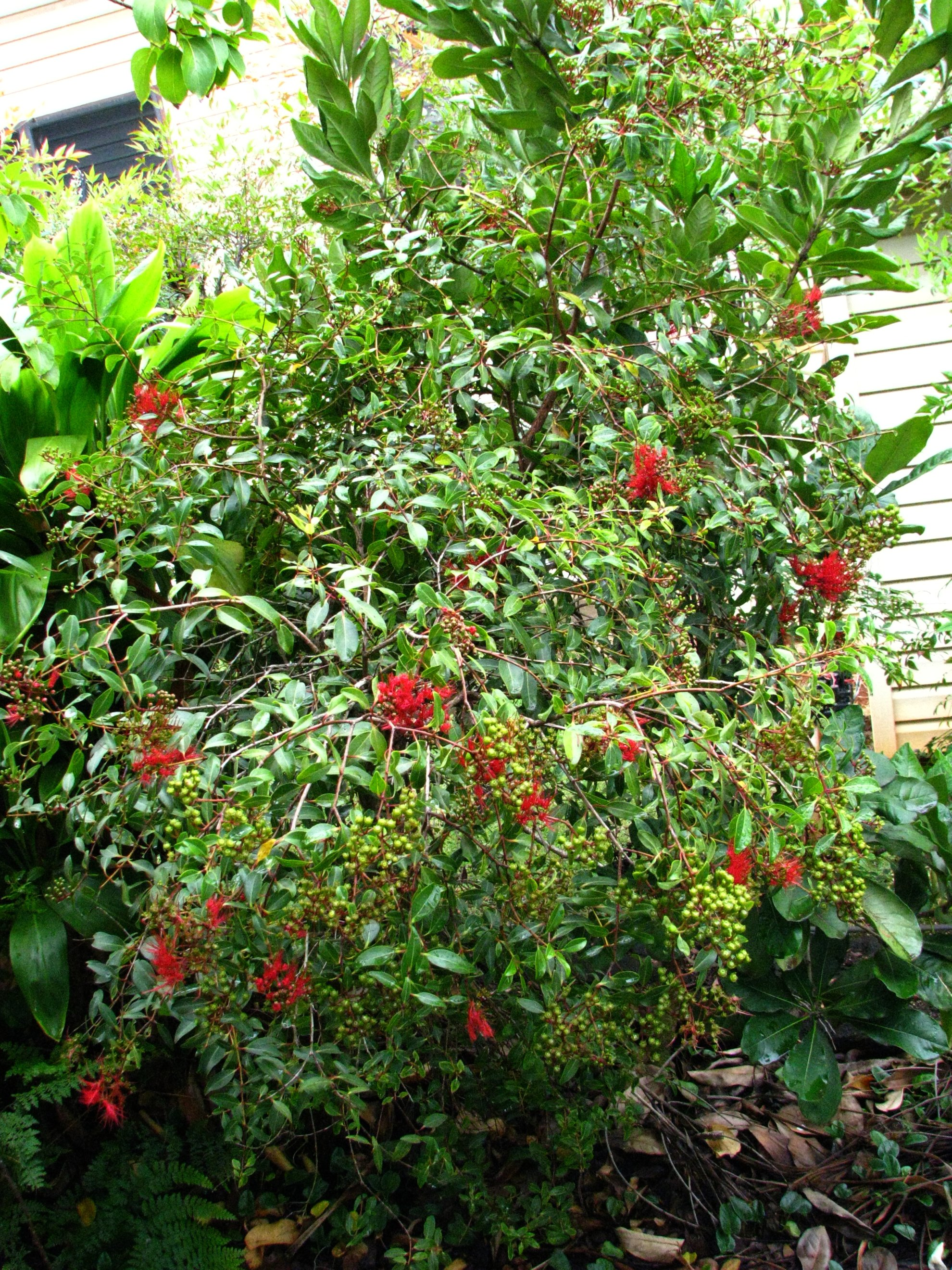
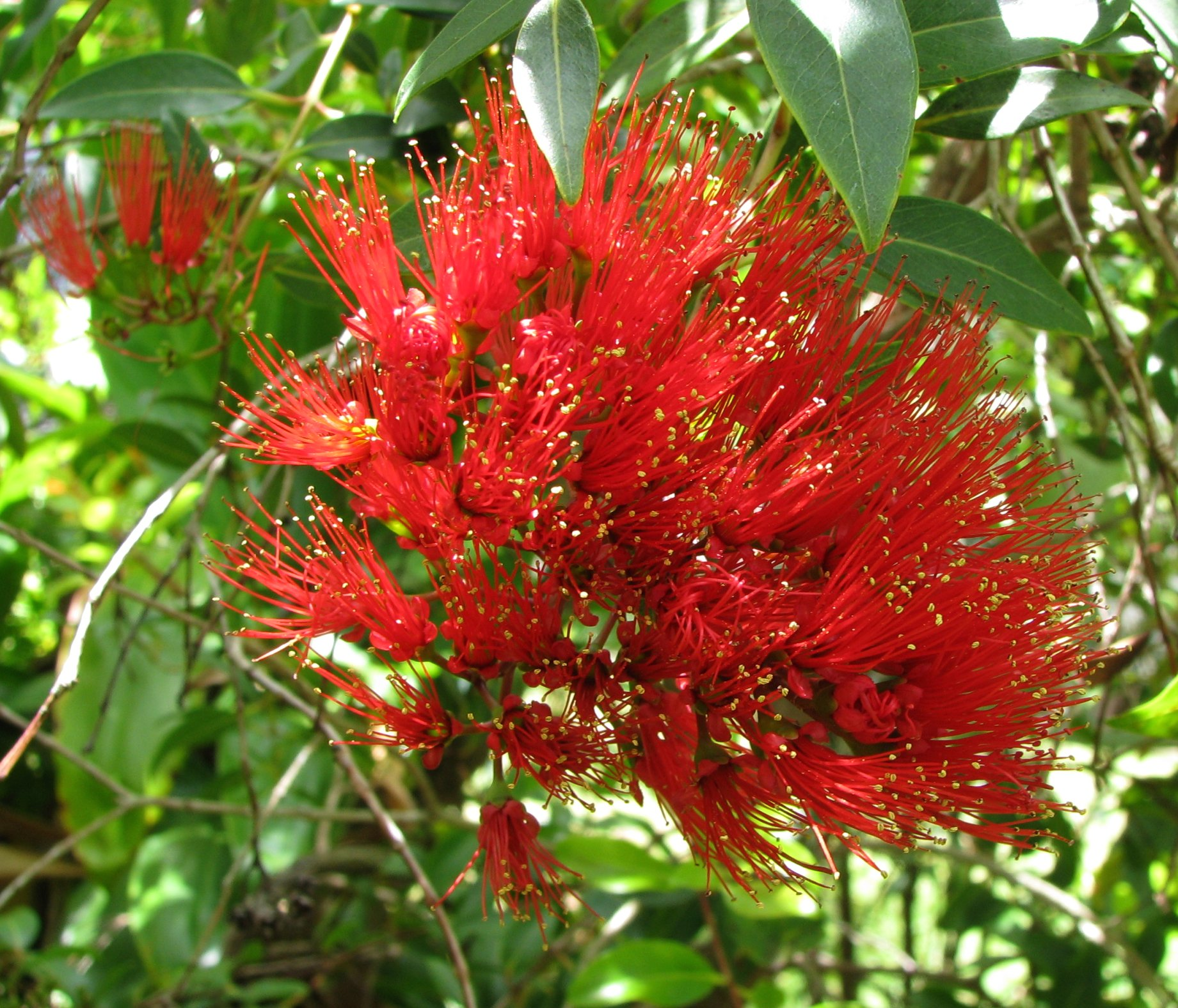
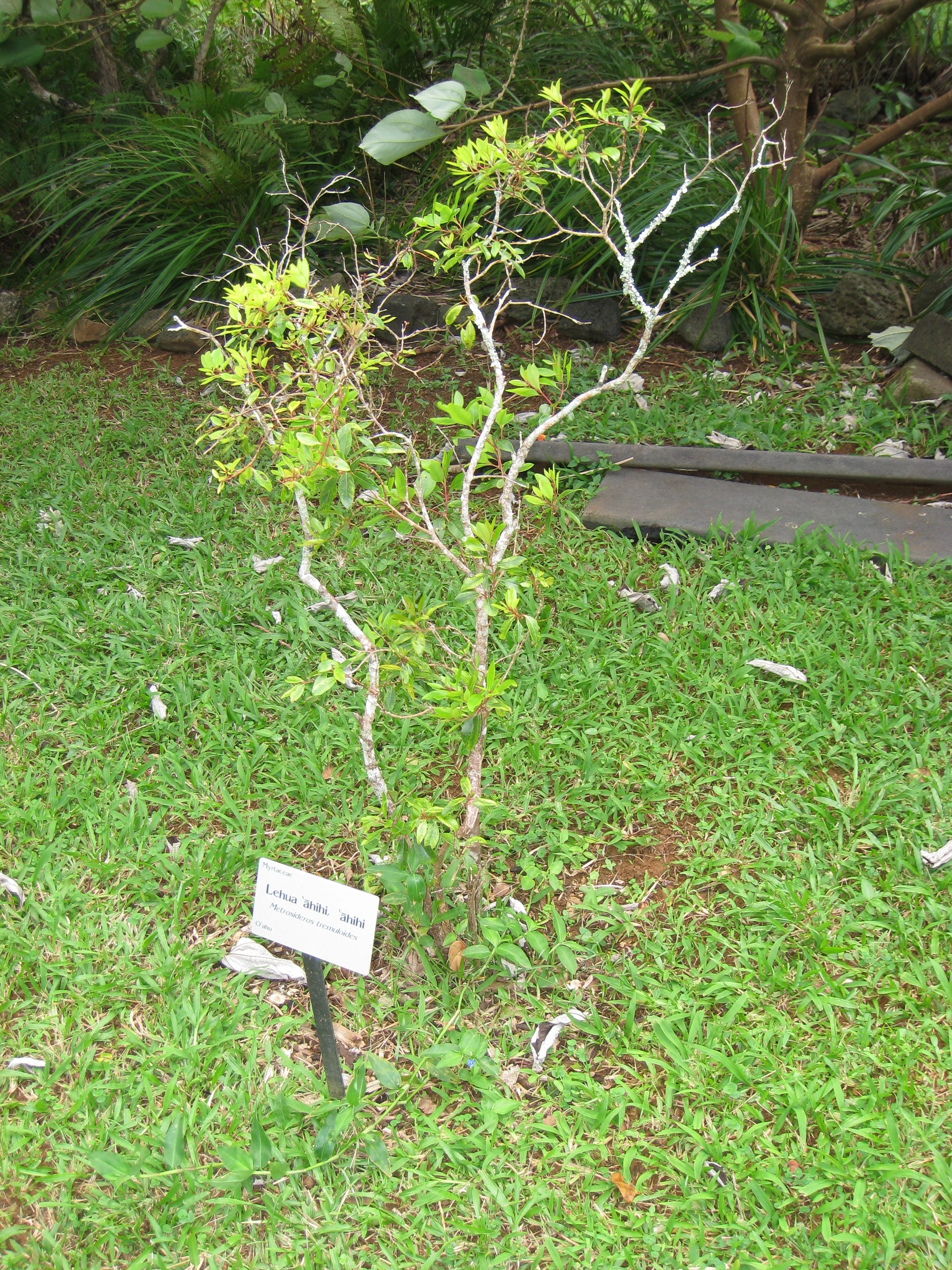